# Бахенберг
Ба́хенберг (нем. Bachenberg) — община в Германии, в земле Рейнланд-Пфальц. 
Входит в состав района Альтенкирхен-Вестервальд. Подчиняется управлению Альтенкирхен.  Население составляет 102 человека (на 31 декабря 2010 года). Занимает площадь 1,67 км².